# Copa México 1962-1963
La Copa México 1962-1963 è stata la quarantasettesima edizione del secondo torneo calcistico messicano e la ventesima nell'era professionistica del calcio messicano. È cominciata il 20 aprile e si è conclusa il 2 giugno 1963. La vittoria finale è stata del Guadalajara.

## Formula
Le 14 squadre partecipanti si affrontano in turni ad eliminazione (con gare di andata e ritorno i primi tre turni, in gara unica la finale).

## Ottavi di finale
- Il Club de Fútbol Atlante e il Club Deportivo Irapuato passano il turno senza giocare.

| Squadra 1   | Totale | Squadra 2               | Andata       | Ritorno      |
| ----------- | ------ | ----------------------- | ------------ | ------------ |
|             |        |                         | 20 apr. 1963 | 28 apr. 1963 |
| América     | 6 - 5  | Deportivo Morelia       | 5 - 3        | 1 - 2        |
| Atlas       | 2 - 4  | Pumas UNAM              | 1 - 2        | 1 - 2        |
| Guadalajara | 4 - 3  | Tampico                 | 2 - 3        | 2 - 0        |
| Monterrey   | 1 - 2  | León                    | 1 - 0        | 0 - 2        |
| Necaxa      | 2 - 4  | Oro                     | 0 - 2        | 2 - 2        |
| Toluca      | 2 - 3  | Nacional de Guadalajara | 1 - 0        | 1 - 3        |

## Quarti di finale
| Squadra 1               | Totale         | Squadra 2   | Andata      | Ritorno      |
| ----------------------- | -------------- | ----------- | ----------- | ------------ |
|                         |                |             | 5 mag. 1963 | 16 mag. 1963 |
| Irapuato                | 4 - 4(6-7 dcr) | Oro         | 4 - 3       | 0 - 1dts     |
| León                    | 1 - 3          | Atlante     | 1 - 0       | 0 - 3        |
| Nacional de Guadalajara | 0 - 6          | Guadalajara | 0 - 2       | 0 - 4        |
| Pumas UNAM              | 1 - 0          | América     | 1 - 0       | 0 - 0        |

## Semifinali
| Squadra 1 | Totale         | Squadra 2   | Andata       | Ritorno      |
| --------- | -------------- | ----------- | ------------ | ------------ |
|           |                |             | 19 mag. 1963 | 26 mag. 1963 |
| Atlante   | 2 - 2(3-2 dcr) | Pumas UNAM  | 2 - 2        | 0 - 0dts     |
| Oro       | 1 - 5          | Guadalajara | 1 - 2        | 0 - 3        |

## Finale
| Città del Messico 2 giugno 1963, ore 15:00 | Guadalajara | 2 – 1 | Atlante | Estadio Universitario |

### Verdetto finale
Il Guadalajara vince la copa México 1962-1963.

## Coppa "Campeón de Campeones" 1963
- Partecipano le squadre vincitrici del campionato messicano: Oro e della coppa del Messico: Guadalajara. L'Oro si aggiudica il titolo.

## Finale
| Città del Messico 16 giugno 1963, ore 15:00 | Oro        | 3 – 1 | Guadalajara | Estadio Universitario |
| \| \| \| \| \| 10’, 36’ Ramiro Navarro 40’ Jorge Rodríguez \| Marcatori \| Javier Barba 12’ \| \| Antonio Mota Rogelio González Navarro Adhemar Barceló Víctor Chavira Gustavo Peña Felipe Ruvalcaba Jorge Rodríguez Amaury Epaminondas Manoel Tavares “Necco” Nicola Gravina Ramiro Navarro \| Formazioni \| Jaime Gómez Arturo Chaires Ignacio Sevilla José Villegas Juan Jasso Agustín Moreno Javier Barba Sabás Ponce Isidoro Díaz Javier Valdivia Raúl Vasquez Arellano \| \| Árpád Fekete \| Allenatori \| Javier de la Torre \| |            | |             |                       |
| |            | |             |                       |
| 10’, 36’ Ramiro Navarro 40’ Jorge Rodríguez | Marcatori  | Javier Barba 12’ |             |                       |
| Antonio Mota Rogelio González Navarro Adhemar Barceló Víctor Chavira Gustavo Peña Felipe Ruvalcaba Jorge Rodríguez Amaury Epaminondas Manoel Tavares “Necco” Nicola Gravina Ramiro Navarro | Formazioni | Jaime Gómez Arturo Chaires Ignacio Sevilla José Villegas Juan Jasso Agustín Moreno Javier Barba Sabás Ponce Isidoro Díaz Javier Valdivia Raúl Vasquez Arellano |             |                       |
| Árpád Fekete | Allenatori | Javier de la Torre |             |                       |